# 尻谷よしひろ
尻谷 よしひろ（しりたに よしひろ、1974年8月22日 - ）は、関西を中心に活動する放送作家、脚本家、イベントプロデューサー。株式会社淀川文化創造館取締役。大阪府富田林市出身。吉本総合芸能学院大阪NSC12期卒業生。
本名は漢字表記だが、間違って読まれやすいという理由でひらがな表記としている。

## 来歴
1993年3月、吉本興業が運営する養成所吉本総合芸能学院（NSC）のオーディションに合格し、同年4月より大阪NSC12期生となる。同期には、小籔千豊、2丁拳銃、土肥ポン太、鈴木つかさなどがいる。NSC在学中、MBSテレビ『テレビのツボ』のADをアルバイトで経験。そこで知り合ったスタッフの紹介で1995年オフィス元気に入社し、放送作家となる。2011年3月より2013年7月まで放送作家業の傍ら、シアターセブンの劇場支配人を兼任する。支配人退任後は、シアターセブンに加え2014年4月にオープンしたロフトプラスワンウエストでもライブイベントのプロデュースをおこなう。

## これまでの主な担当番組
- なるトモ!
- ベリーベリーサタデー!
- 2時ワクッ!
- NMBとまなぶくん
- 沼にハマってきいてみた
- ガツン!
- 報道ランナー
- とんねるずのみなさんのおかげでした
- ザ・細かすぎて伝わらないモノマネ
- 人志松本のすべらない話
- 嵐ツボ
- 鶴瓶のうるさすぎる新年会
- おいでやすこがの『華』!?
- トヨタ街かどお天気交差点
- MBSヤングタウン
- 真夜なかん!かん!“過激団”

## 舞台脚本
- 矢野勝也主宰 劇団PUNK「アナザーマネー～一瞬を閉じ込めて、永遠に閉じ込めて～」脚本 2018年7月13日・14日(全3公演) 朝日劇場
- 矢野勝也主宰 劇団PUNK「冷たい炎」脚本  2018年12月21日・22日(全3公演) 朝日劇場
- 矢野勝也主宰 劇団PUNK「LAST MOMENT〜勝利はその先に〜」脚本  2019年12月6日・7日(全3公演)COOL JAPAN PARK OSAKA SSホール
- 矢野勝也主宰 劇団PUNK「Emotion－愚かで素敵な者たちへ－」脚本  2024年1月20日・21日(全3公演)放送芸術学院専門学校 ドリームホール

## 舞台監督
- トークライブ全国ツアー あんぎゃー
  - (出演：宮川大輔、ケンドーコバヤシ)

## 出演番組
- とびだせ!夕刊探検隊（ABCラジオ）
  - 2015年6月8日放送分(出演：桂吉弥)
- ラジオ演芸もん（ABCラジオ）
  - 2017年5月28日・6月4日放送分（共演：おいでやす小田）
  - 2017年9月17日・9月24日放送分（共演：紅しょうが）
  - 2018年1月21日・1月28日放送分（共演：霜降り明星）
  - 2018年5月6日・5月13日放送分（共演：ドキドキ☆純情ガールズ）
  - 2018年10月7日・10月14日放送分（共演：ダブルアート）
- パイセンラジオ!真夜中は矢野勝也（ラジオ関西）
  - 2020年10月31日放送分(出演：矢野勝也(矢野・兵動))